# China International Capital Corp
China International Capital Corp (CICC) est une des principales banques d'investissements en Chine.

## Histoire
Elle est fondée en 1995 par China Construction Bank, le fonds souverain GIC et Morgan Stanley.
En novembre 2016, China international Capital annonce l'acquisition de China Investment Securities, spécialisée dans le financement pour l'immobilier, à Central Huijin pour l'équivalent de 2,5 milliards de dollars. 
En février 2025, China International Capital annonce la fusion de ses activités avec China Galaxy Securities, créant la troisième plus grande banque d'investissement du pays, gérant 193 milliards d'équivalents dollars d'actifs.